# Helina serrulata
Helina serrulata este o specie de muște din genul Helina, familia Muscidae. A fost descrisă pentru prima dată de Thomson în anul 1869. Conform Catalogue of Life specia Helina serrulata nu are subspecii cunoscute.